# 오토 예스페르센
옌스 오토 하리 예스페르센(덴마크어: Jens Otto Harry Jespersen, 1860년 7월 16일 ~ 1943년 4월 30일)은 덴마크의 언어학자로, 영어 문법에 관한 연구로 잘 알려져 있다.

## 생애
오토 예스페르센은 1860년 7월 16일 윌란반도의 라네르스에서 태어났다. 소년 시절에 덴마크 문헌학자 라스무스 라스크(Rasmus Rask)의 저서에 자극되어 라스크의 문법서를 이용하여 아이슬란드어, 이탈리아어, 스페인어를 독학했다. 1877년 17세에서 코펜하겐 대학에 입학하여 처음에는 법률을 공부했지만 언어 연구를 잊을 수 없었다. 1881년에는 완전히 언어 연구로 관심을 옮겼으며, 1887년에는 프랑스어에 관한 연구로 석사 학위를 얻었다. 영어와 라틴어도 제2언어로 습득했다. 연구를 하면서 파트타임 교사 및 덴마크 의회 속기 기자로 일했다. 1887년부터 1888년까지 영국, 독일, 프랑스를 여행하고 헨리 스위트와 폴 파시 등의 언어학자와 교류하는 동시에 옥스포드 대학 등의 기관에서 강의에 참석했다. 스승인 빌헬름 톰센의 권유에 따라 1888년 8월에 코펜하겐에서 다시 영어 평가 체계에 관한 박사 논문을 쓰기 시작해 1891년에 학위를 얻었다.
1886년 폴 파시와 함께 국제음성학회를 설립했다.
예스페르센은 1893년부터 1925년까지 코펜하겐 대학의 영어 교수였으며, 1920년부터 1921년까지 같은 대학의 학장을 역임하였다.

## 업적
초기 저작인 《언어의 진보》(Progress in Language, 1894)에서 아우구스트 슐라이허가 주장한 언어 발전 방향에 관한 학설(고립어 → 교착어 → 굴절어)을 부정하고, 반대로 굴절어에서 분석 고립어로 향한다는 주장을 펼쳤다.
그는 파시가 주도한 국제음성학회의 무체가 된 단체의 설립 회원이며, 초기 음성학 저서로는 덴마크어로 쓴 《포네틱》(Fonetik, 1897-1899)이 있다. 이 책은 1904년 독일어로 번역되어 뛰어난 음성학 저서로 재판을 거듭했다.
초기의 저서에서는 주로 언어 교육 개선과 음성학에 중점을 두었지만, 예스페르센의 후기에는 통사론과 언어 발달 연구로 명성을 얻었다.
예스페르센은 국제어를 지지한 언어학자 중 하나로, 이도를 만드는 데에 참여했으며, 스스로 이도를 개량한 노비알을 만들기도 했다. 국제어학회에서 앨리스 밴더빌트 모리스와 함께 연구하여 뒷날 1951년 인테르링구아가 나온 기반을 만들었다.

## 저서
그의 저서
- 《영어의 발달과 구조》(Growth and Structure of the English Language)(1905)는 100년이 지나서도 출판 중이다.
- 《역사적 원리에 대한 현대 영어 문법》(A Modern English Grammar on Historical Principles)(전7권). Allen & Unwin (1909-1949) ISBN 0064933180 현대 영어 문법에 관한 기념비적인 저서
- Essentials of English Grammar, Allen & Unwin (1933) 위의 저서를 짧게 요약한 것
- Language : Its Nature, Development, and Origin, Henry Holt & Co .. (1922) ISBN 0044000073
- 《문법 철학》(The Philosophy of Grammar) Allen & Unwin (1924) ISBN 0226398811
- Mankind, Nation and Individual; from a linguistic point of view, H. Aschehoug & Co .. (1925)
- 《국제어》(An International Language), Allen & Unwin (1928) 이 책에서 노비알을 제창
- Novial Lexike, Carl Winter 's. (1930) 노비알과 영어, 프랑스어, 독일어 사전
- 《분석통사론》(Analytic Syntax), Allen & Unwin (1937)